# Трієстська затока
45°40′00″ пн. ш. 13°35′00″ сх. д. / 45.666666666667° пн. ш. 13.583333333333° сх. д.
Трієстська затока (італ. Golfo di Trieste, словен. Tržaški zaliv, хорв. Tršćanski zaljev, нім. Golf von Triest) — дрібна затока Адріатичного моря, є частиною Венеційської затоки, і розділена між Італією, Словенією і Хорватією. З півдня затока обмежена Істрією, найбільшим півостровом Адріатичного моря, розділеним між Хорватією та Словенією.
- Площа 1000 км²;
- Середня глибина 16 м,
- Максимальної глибини 37 м.
- Ширина 35 км.

Межею затоки є уявна лінія, що з'єднує Пунта Тагльяменто (італ. Punta Tagliamento) на італійському березі із Савудрією (хорв. Savudrija) на хорватському. Ряд невеликих острівців лежить на вході в Лагуну ді Градо (італ. Laguna di Grado). Східне узбережжя, на якому розташований Трієст і Словенське Примор'я, відрізняється більш урвистим рельєфом.
Вода в затоці тече проти годинникової стрілки із середньою швидкістю 0,8 вузла. Хвилі в затоці більше, ніж в інших місцях Адріатики, але зазвичай не перевищують 60 см. Середня солоність зазвичай 37—38 ‰, але влітку падає до 35 ‰.
Найважливіші частини:
- Затока Панзано (італ. Panzano) в Італії.
- Затока Муджія (італ. Muggia) в Італії.
- Затока Копер (італ. Capodistria) в Словенії.
- Піранська затока (хорв. Piranski zaljev), італ. Baia di Pirano, словен. Piranski zaliv), що є об'єктом територіальних суперечок між Словенією та Хорватією з 1991 року.

Усе узбережжя Словенії розташоване в цій затоці. Довжина берегової лінії — 46,6 км. Міста на узбережжі (із заходу на схід) — Копер, Ізола і Пиран.